# Алдо Донати
Алдо Донати (29. септембар 1910 – 3. новембар 1984) био је италијански фудбалер који је играо на позицији везног играча.
Рођен у Болоњи, играо је током 1930-их за Болоњу и Рому. Одиграо је 201 утакмицу у Серији А и постигао 4 гола. Дебитовао је у Серији А са 19 година и играо је осам сезона за Болоњу, освојивши скудето 1936. и 1937. године, као и Митропа куп. Следеће године га је довела Рома где је играо седам сезона. Године 1942. освојио је свој трећи скудето (први за Рому) пре него што се пензионисао. После Другог светског рата, касније је играо и сезону са Интером између 1945. и 1946.
За италијанску фудбалску репрезентацију изабран је у тим који је освојио Светско првенство у фудбалу 1938. године као резервни играч, иако никада није дебитовао за Италију.